# Дейльдартунгюхвер
Дейльдартунгюхвер (исл. Deildartunguhver) — геотермальный источник в Исландии около Рейкхольта к северо-востоку от города Боргарнес. Состоит из ряда гейзеров, которые фонтанируют из одного и того же холма.
Характеризуется очень высоким расходом воды (180 л/сек) и её температурой до 97 °C. Является самым мощным по расходу воды геотермальным источником в Европе.
Часть воды используется для отопления: имеется 30-километровый водопровод к городу Боргарнес и 60-километровый — к городу Акранес. Источник питает горячей водой все населённые пункты в округе ста километров.
Рядом с источниками произрастает папоротник Blechnum spicant, нигде более в Исландии не встречающийся.